# Koimla
Koimla is een plaats in de Estlandse gemeente Saaremaa, provincie Saaremaa. De plaats heeft de status van dorp (Estisch: küla).
Tot in december 2014 behoorde Koimla tot de gemeente Lümanda, tot in oktober 2017 tot de gemeente Lääne-Saare en sindsdien tot de fusiegemeente Saaremaa.

## Bevolking
Het dorp had 91 inwoners op 31 december 2011 en 78 inwoners op 31 december 2021.

## Geschiedenis
Koimla werd voor het eerst genoemd in 1592 onder de naam Koymell. De plaats maakte deel uit van het landgoed van Kärla.